# Lisa Whelchel
Lisa Diane Whelchel (29 de mayo de 1963), es una actriz estadounidense, protagonista de "The Facts Of Life" emitido al aire desde 1979 a 1988, donde encarnaba el papel de Blair Warner.
La serie fue emitida en Latinoamérica por Nick at Nite (Nickelodeon) a las 23:00 (11:00 p. m.) pero el canal canceló la serie por cambios en la programación.

## Biografía
Nació en Littlefield, Texas. A los 13 años, su primera experiencia temporaria profesional estaba como Mouseketeer para “el nuevo club del ratón de Mickey.” Ms Whelchel es quizás el más conocido para su papel starring como Blair Warner en la televisora NBC “los hechos de la vida” por nueve años.
Su primer libro, “corrección creativa” que publicó por Tyndale House, lanzada el octubre de 2000. El libro ha vendido sobre 200.000 copias y ha recibido un nombramiento del medallón del oro en la familia y la categoría de Parenting.
Ella es también  autora “de los hechos de la vida y otras lecciones que mis padres me enseñaron,” “así que estás pensando de Homeschooling,” “la aventura de Navidad,” “la guía de la mamá ocupada al rezo,” la guía de la mamá ocupada a la sabiduría,” “la guía de la mamá ocupada al estudio de la biblia,” “Mamá-ese de discurso,” “corrección creativa - el estudio de la biblia,” “ésta es mi historia - estudio de la biblia” y “que me estás tomando a cuidado del “” en mama.”
Casan a ms Whelchel y los homeschools sus tres niños. Ella siente su papel actual, como una esposa y madre, es su más grande, y la mayoría de la desafiadora, papel todavía.
De una meta a restaurar y equipar a otras madres, ella es el fundador de los ministerios de MomTime, de las partidas de MomTime y de la “mamá personal entrenando.”
El 20 de agosto de 2012, se anunció que participaría como concursante en la 25º Edición del Reality de supervivencia "Survivor" rodado en Filipinas.

## Los Hechos de la Vida
Los hechos de la vida era un sitcom americano que funcionó en la red del NBC a partir del 24 de agosto de 1979 al 7 de mayo de 1988. Un efecto de los movimientos de Diff'rent del sitcom, la premisa original de las series centrada en el carácter, Edna Garrett (jugado por Charlotte Rae), como ella hizo housemother a siete muchachas jóvenes en la academia en Peekskill, Nueva York de Eastland.
Fue producida primero por las comunicaciones del TAT, entonces televisión de la embajada, seguida por Embassy Communications (compañías de la producción de Norman Lear) y la televisión de los cuadros de Colombia (con comunicaciones de ELP). Hoy, la televisión de los cuadros de Sony todavía distribuye las derechas al sitcom.
A partir la 1979 a 1982, la serie fue producida en el cuadrado de Metromedia, y a partir la 1982 a 1987 en los estudios universales de la ciudad en Hollywood. A partir la 1987 a 1988, la serie fue grabada y producida en los estudios del NBC en Burbank, California.